# Traktornyj zavod (stanice metra v Charkově)
Traktornyj zavod (ukrajinsky Тракторний завод) je stanice charkovského metra na Cholodnohirsko-Zavodské lince.

## Charakteristika
Stanice je jednolodní mělkého typu, kdy obklad kolejové zdi je z mramoru.
Stanice má dva vestibuly, kdy pět východů z prvního vestibulu ústí na prospekt Herojiv Charkova, sídliště ChTZ a železniční zastávky Losěve, dva východy z druhého vestibulu ústí do závodu na výrobu traktorů (ChTZ).